# Överdiagnostik
Överdiagnostik är en term som används för diagnostiska strategier inom medicinen som inte leder till bättre hälsa eller som i sin förlängning till och med gör skada. Företeelsen är välkänd.
Tillstånd som kritiserats för överdiagnostik är diverse "tidiga" sjukdomar eller förstadier som pre-diabetes och pre-osteoporos. Även förbättrad teknik har uttryckts bidra till överdiagnos av prostatacancer och sköldkörtelcancer utan att behandling eller överlevnad förbättrats.
I USA, Kanada och Storbritannien har kampanjen "Choosing Wisely" syftat till att minska sådan onödig eller överdriven undersökning och behandling. I Sverige har en arbetsgrupp utsedd av svenska läkaresällskapet undersökt förutsättningarna för att införa en modell inspirerad av Choosing Wisely, i Sverige kallad Kloka kliniska val. I rapporten bedöms sammanfattningsvis både förutsättningarna och skälen goda att införa en liknande modell i Sverige.